# (31703) 1999 JZ43
1999 JZ43 (asteroide 31703) é um asteroide da cintura principal. Possui uma excentricidade de 0.14519040 e uma inclinação de 9.04691º.
Este asteroide foi descoberto no dia 10 de maio de 1999 por LINEAR em Socorro.